# Claudia Zackiewicz
Claudia Zackiewicz (Oberhausen, 4 juli 1962) is een atlete uit Duitsland.
Op de Olympische Zomerspelen van Seoul in 1988 liep Zackiewicz de 100 meter horden, alwaar ze de bronzen medaille behaalde.
Van 1987 tot 1989 was Zackiewicz Duits kampioene op de 100 meter horden, en in 1991 ook nationaal indoor-kampioene op de 60 meter horden.
In 1992 maakte Zackiewicz bekend te stoppen met atletiek.
- Gemeinsame Normdatei: 1029971153
- World Athletics: 14346881
- International Standard Name Identifier: 0000 0003 9980 2240
- Virtual International Authority File: 294875140
- WorldCat: E39PBJfcHrPCKcYWW64RQhgMyd